# Juan José Mira
Juan José Mira, pseudónimo de Juan José Mira Sánchez (La Puerta de Segura, Jaén, 1907 - Lloret de Mar, Gerona, 17 de agosto de 1980), fue un escritor español.
Licenciado en Derecho por la Universidad Central de Madrid, durante la guerra civil española participó como militar en el bando republicano hasta el final de la misma. Miembro del Partido Comunista en el interior durante la dictadura franquista, trabajó como corrector de estilo y guionista de cine. Escribía novelas policiacas que tenían una aceptación suficiente en la época. En 1952 obtuvo el Premio Planeta en su primera edición por En la noche no hay caminos. (obra que alcanzó 28 ediciones en 2006).

## Otras obras
- Así es la rosa (1945)
- Rita Suárez (1946)
- Mañana es ayer (1954)